# Unidad eléctrica múltiple CSR (Roca)
La unidad múltiple eléctrica CSR es un modelo de unidad eléctrica múltiple diseñado para el servicio suburbano de pasajeros en áreas de alta densidad de población. Los trenes fueron adquiridos por el gobierno argentino en 2013, y son utilizados en la línea Roca, que presta servicios en la zona sur del área metropolitana de Buenos Aires. La construcción se realizó en China y arribaron a Argentina entre febrero y junio del año 2015.

## Contrato
El contrato firmado entre el gobierno argentino y CSR Sifang establece la compra de 300 coches eléctricos por un monto de 1,09 millones de dólares por cada coche. Todos los trenes poseen aire acondicionado y fueron puestos en funcionamiento en 2015.
La incorporación de los trenes está prevista dentro de las obras de modernización de los servicios suburbanos que incluye la electrificación de la línea que conecta la Ciudad de Buenos Aires con la Ciudad de La Plata, capital de la provincia de Buenos Aires.

## Especificaciones técnicas
Las unidades de tren estarán compuestas de equipos de tres y cuatro coches (triplas y cuádruplas), unidos mediante acople semipermanente. Los equipos se pueden unir para armar formaciones de 6,7 y 8 coches en función de la demanda de cada ramal. La energía se suministra mediante catenaria 27,5 kV 50 Hz de corriente alterna a una altura mínima de 4,8 metros.
Los coches motrices tienen 25,78 m de largo entre topes de enganches y los remolcados 25,42 m de largo entre topes de enganches y ambos 3,21 m de ancho. La altura máxima en el salón de pasajeros es de 2,2 m. Los coches motrices con cabina ofrecen 60 asientos y los coches remolcados 64.
Los trenes pueden llegar a 30 km/h con una aceleración superior a 0,8 m/s² y su velocidad máxima es de 120 km/h. Los sistemas de frenos pueden desacelerar al tren a razón de 1 m/s² en condiciones normales, y 1,2 m/s² en caso de emergencia.

## Servicio

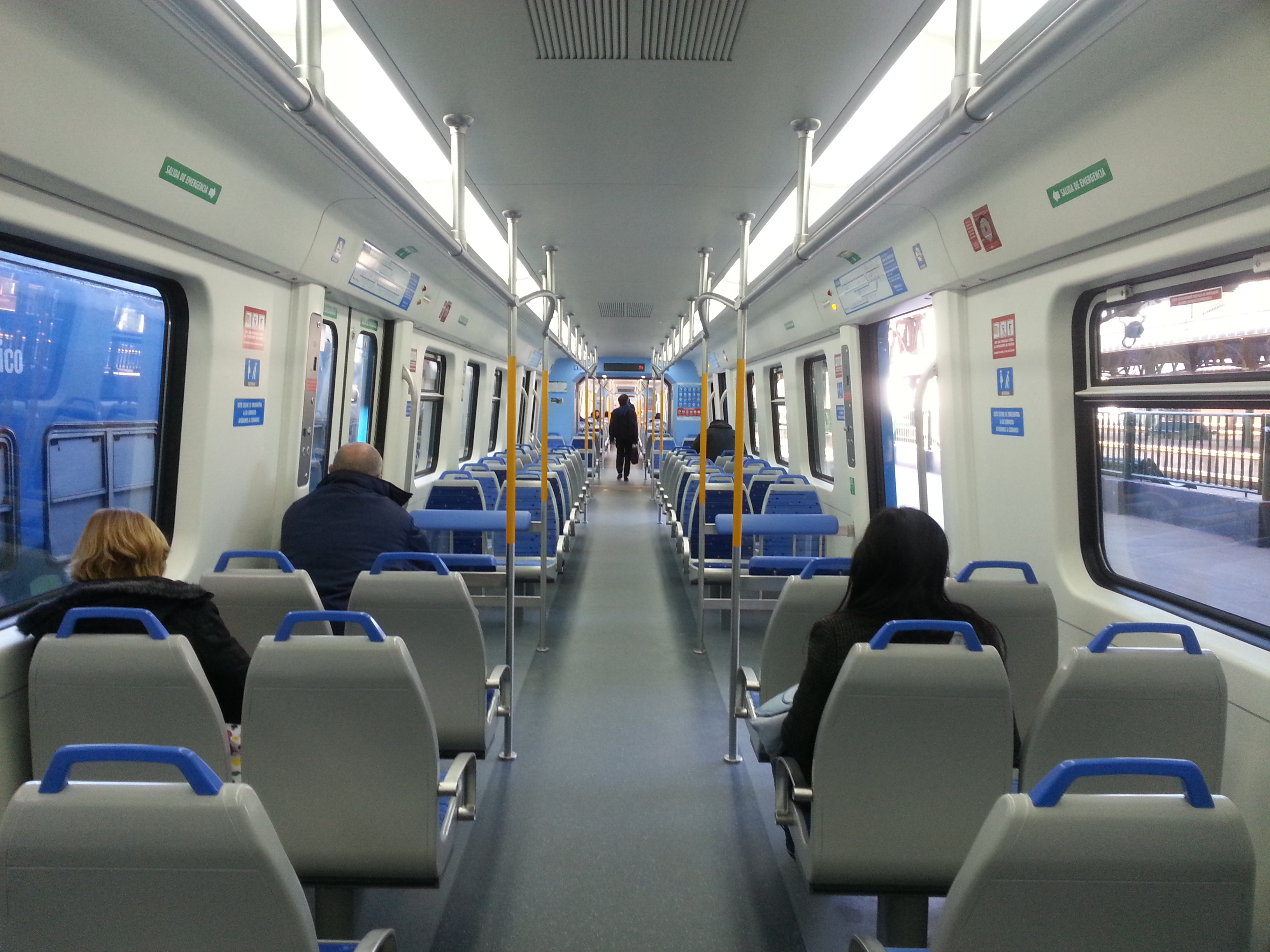
Interior de un coche, a pocos días de entrado en servicio

La entrada en servicio comercial de los trenes se produjo el 8 de junio de 2015 con la implementación de servicios adicionales entre Constitución y Temperley. A partir del 6 de julio, dichos servicios fueron prolongados hasta la estación Claypole, conviviendo con los servicios diésel hasta el 29 de agosto. Desde esa fecha, el servicio de trenes entre Constitución y Claypole se presta únicamente con unidades eléctricas CSR. En este ramal, los trenes operan configurados en formaciones de ocho coches (dos cuádruplas).

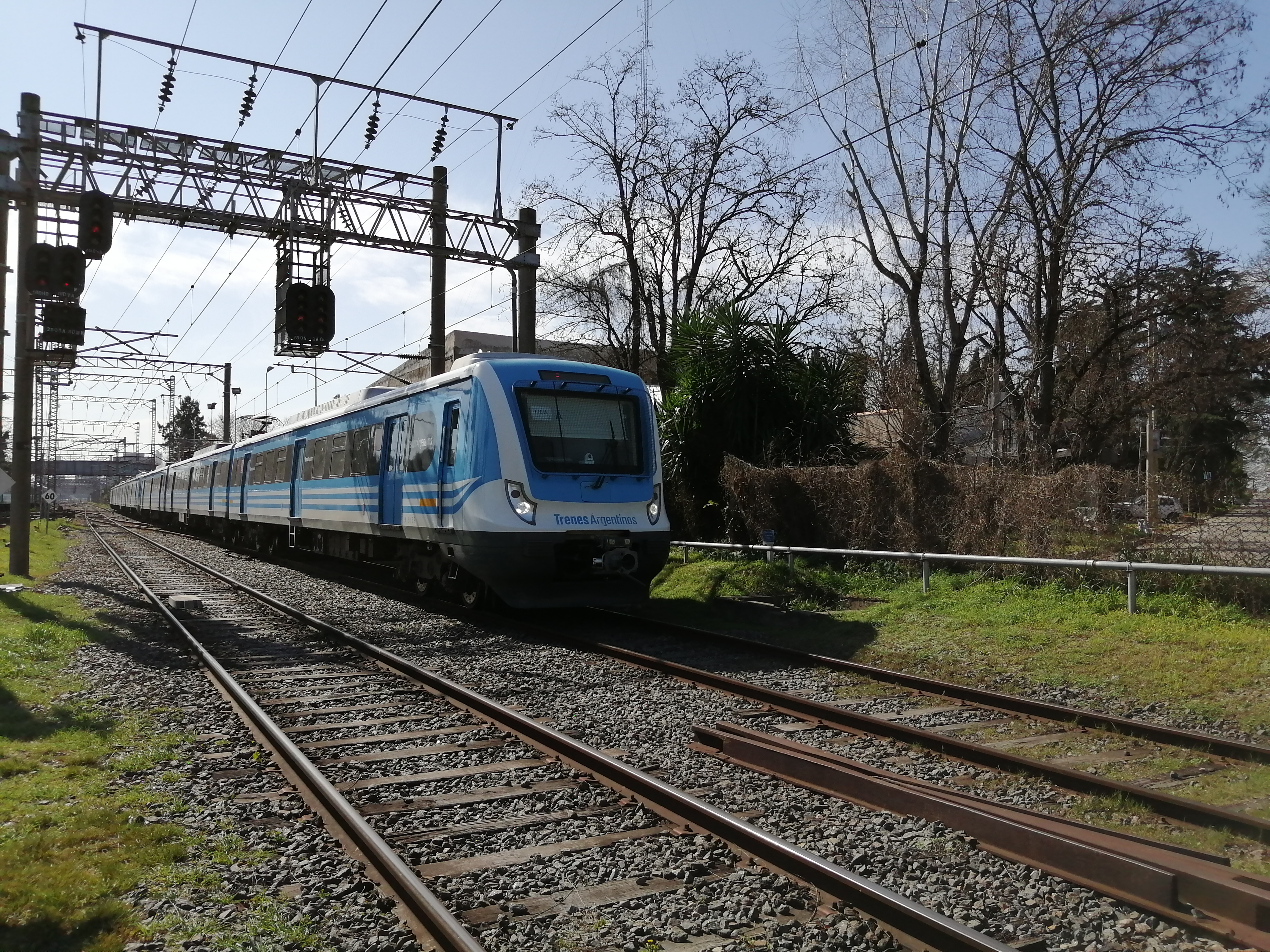
CSR llegando a estación Adrogué con destino Alejandro Korn

A partir del 15 de febrero de 2016, estos trenes comenzaron a funcionar entre Constitución y Quilmes tras la puesta en marcha de la primera etapa de la electrificación del Ramal Constitución - La Plata. La segunda etapa comenzó el 13 de junio de 2016 con la extensión del servicio hasta Berazategui. En este servicio, los trenes están configurados en formaciones de siete coches. La tercera etapa de electrificación fue desde abril de 2017 desde la estación Plaza Constitución hasta la estaciones Villa Elisa y City Bell de manera alternada, inicialmente sin paradas en las estaciones Hudson ni Pereyra, quedando a partir de agosto solo Pereyra sin observar servicios.
Desde el 4 de octubre de 2017, los trenes eléctricos que viajaban desde Plaza Constitución hasta Claypole, empezaron a llegar hasta la estación de Bosques. Esto agilizó el viaje de miles de personas que tenían que hacer transbordo en Claypole.
El 18 de octubre de 2017, finalmente comenzó el servicio completo entre Plaza Constitución y La Plata, con una frecuencia de 30' entre formaciones, alternando en la vía Quilmes con servicios finalizando en Berazategui.
El 12 de octubre de 2018 finalmente se reactivó el tramo entre Berazategui y Bosques, conocido también como Vía Circuito, y comenzó el servicio completo entre Plaza Constitución y Bosques (vía Quilmes).